# Roberto Fabbriciani

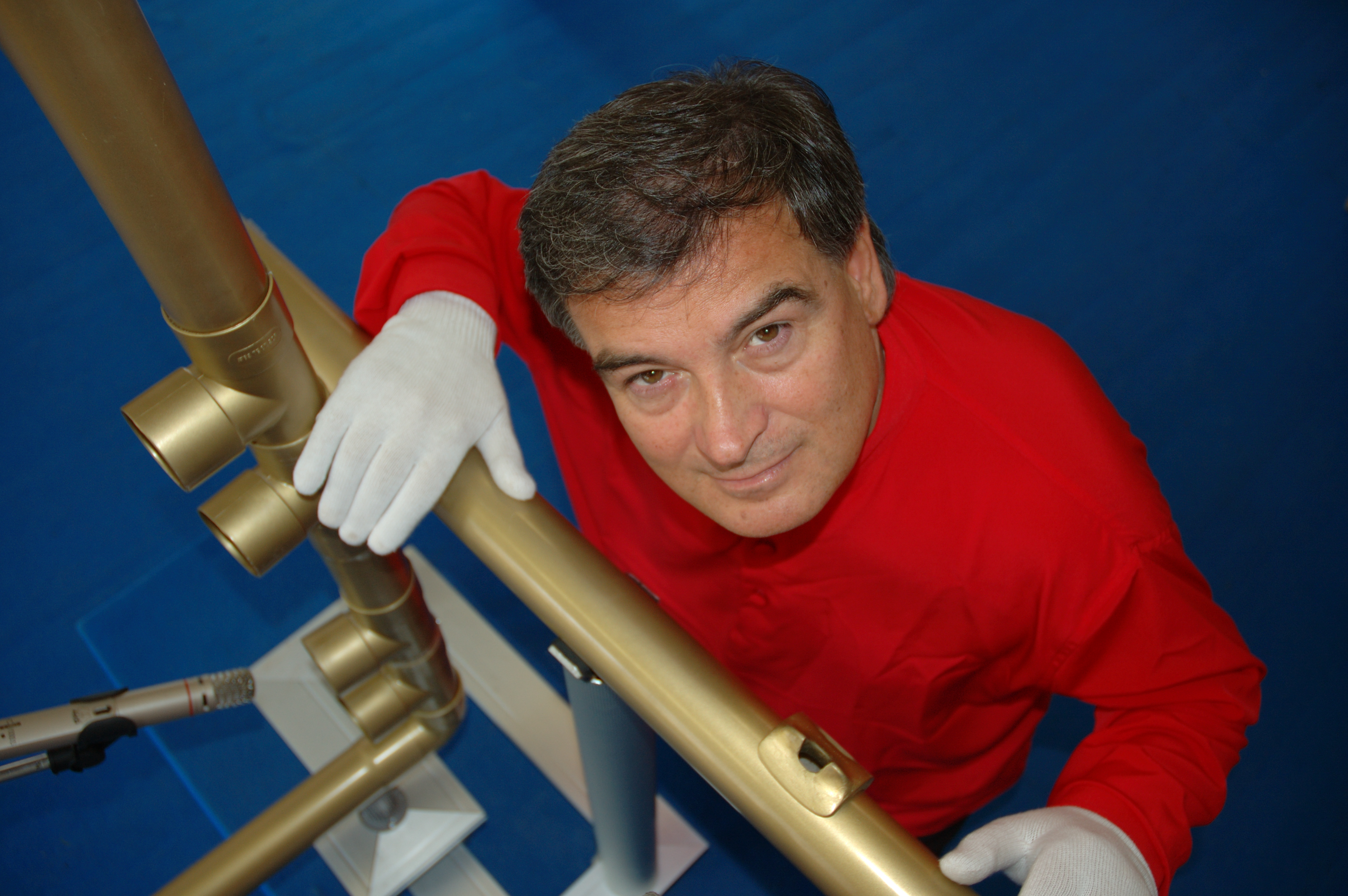
Roberto Fabbriciani mit Hyperbassflöte, 2005

Roberto Fabbriciani (* 13. Juni 1949 in Arezzo) ist ein italienischer Flötist.

## Leben
Fabbriciani studierte bei Severino Gazzelloni. In Zusammenarbeit mit Komponisten und Instrumentenbauern erkundete er neue spieltechnische Möglichkeiten für Flöteninstrumente. Speziell für ihn wurde beispielsweise eine bis zur Subkontraoktave reichende Hyperbassflöte (in C) konstruiert, für die er auch eigene Werke schrieb.

## Uraufgeführte Werke
- Aldo Clementi:  Fantasia su roBErto FABbriCiAni (1980/81), Passacaglia (1996), jeweils für Flöte und Tonband
- Franco Donatoni: Midi (1989) für Flöte
- Roberto Fabbriciani: Ascoltate stelle (2007) für Hyperbassflöte und Tonband
- Brian Ferneyhough: Superscriptio (1981) für Piccolo
- Lorenzo Ferrero: Ellipse (1983) für Flöte
- Toshio Hosokawa: Vertical Song I (1995) für Flöte
- Ennio Morricone: Cadenza (1989) für Flöte und Tonband
- Luigi Nono: Das atmende Klarsein (1981) für Bassflöte und Tonband (Libretto: Massimo Cacciari)
- Goffredo Petrassi: Romanzetta (1980) für Flöte und Klavier
- Wolfgang Rihm: Zeichen I – Doubles (1981). Musik für Bassflöte (auch Piccolo), Kontrabassklarinette (auch Es-Klarinette) und 2 Orchestergruppen
- Salvatore Sciarrino: Canzona di ringraziamento (1985) für Flöte
- Rudi Spring: Risonanze (2005) für Flöte
- Mauricio Sotelo: Appassionato – en un silencio ardente (2002) für Flöte und Ensemble
- Isang Yun: Sori (1988) für Flöte